# 朴姓
朴姓（为漢族、滿族、朝鲜族姓氏，其的韓語羅馬字有Park、Pak、Bak等，英文和很多使用拉丁字母拼写的言语，拉丁字母转写为Park。在韩国约佔總人口的8.5%，合共約300個本貫，为韩国大姓之一，在中国也有分布，尤其在中国东北部的朝鲜族聚居地。

## 現代標準漢語讀音

### 分歧
在現代標準漢語讀音裡，朴字當姓氏時讀音有二：一種讀ㄆㄧㄠˊ（piáo），另一種讀ㄆㄨˊ（pú）。依教育部《重編國語辭典》說明，兩種讀音皆指姓氏。
1966年，韓國朴正熙總統伉儷訪臺，行政院院長嚴家淦事前曾特別指示，以後應統一稱與韓語原音較相近的「ㄆㄨˇ（pǔ）」
民國55年（1966年）1月28日上午九點，中華民國各單位齊聚召開的「商談接待韓國朴大統領暨夫人訪華第一次會議議程綱要」中表示：「此次接待朴大統領暨夫人訪華，對於姓氏發音方面希望大家特別注意，朴大統領『朴』姓韓音為ㄆㄚˋ，中文在北方念ㄆㄧㄠˊ，在南方唸ㄆㄨˇ，昨日行政院院會中，嚴院長曾指示以ㄆㄨˇ較妥，以後應統一稱『朴（ㄆㄨˇ）』大統領。」
。

### ㄆㄧㄠˊ（piáo）音
按〔宋〕《廣韻》記載，該字：「匹角切」、〔宋〕《集韻》：「披尤切」 ，依中古音的切語，「匹角切」發展至北京音白讀的演變規律推導，應該讀如ㄆㄠ（pao），正如河北朴氏自稱。
三國時代又有夷王「朴胡。」〔宋〕《集韻‧平聲‧十八尤》：「夷姓也。魏有巴夷王朴胡。」（披尤切）〔宋〕《類篇‧卷六上‧木部》：「披尤切。夷姓也。魏有巴夷王朴胡。又蒲侯切，又普木切。」由上述文獻可得知這夷王的「朴」姓最初讀和「副」一樣是滂母三等尤韻，不過聲調不是去聲而是平聲。
有一民間說法是朝鮮語固有詞「박」的意譯「瓢」（piáo）。根據朝鮮半島新羅的開國君主、朴姓的始祖赫居世的傳說，相傳赫居世是從天上飛來的白馬生下的紫卵中出生的，卵形同瓢，而朝鮮語「瓢」的固有詞音「박」，與漢字「朴」同音，所以取姓為「朴」。
但是第一，匹角切中古擬音（北宋）phruk，按演變規律phruk則近似今日的韓語박（[pak]），而據明時的洪武正韻，擬音結果為[pʻɒʔ(k)]，該擬音結果更加接近韓語박（[pak]）；第二，當時的朴姓與後來新羅的朴姓（朴赫居世居西干）未必同源，朴赫居世居西干傳說是似匏瓜的大卵出生；第三，古朝鮮是先以切韻來使用韓國漢字音，1443年後才有訓民正音，「박」並非朝鮮歷史上固有詞。此民間說法頗荒謬。

### ㄆㄨˊ（pú）音
〔明〕《正字通‧卷五‧木部‧辰集中》：「……又姓。漢朴周、唐朴忠，又屋韻，音僕。」〔清〕《字彙補》：「……又奉尤切，音浮。姓也。《三國志》：『巴七姓夷王朴胡。』」由上述文獻可得知，朴字做為姓氏時的讀音ㄆㄨˊ（pú），最初可能遲至明朝才有。
韓語中“普”讀作보（[po]）；“角”讀作각（[kak]），“朴”讀作박（[pak]），南京官話讀po5，都符合中古音向漢字韓音的演變規律。而一些保留入聲的漢語族語言如粵語、閩南語等也讀如「樸」，由〔清〕《字彙補》：「……又奉尤切，音浮。姓也。」當中的音「浮」即可證明，浮的臺語白音phû與朴音近。

## 其他語言讀音

### 方言
於臺灣台語中，將嘉義縣朴子市的朴字讀為phoh；在粵語中，朴字有三種音讀：pok3、piu4、po1，依序即對應漢語中的：ㄆㄨˊ（pú）、ㄆㄧㄠˊ（piáo）、ㄆㄛ（pō）。

### 韓語
據清代幾版《朴通事諺解》（： Bak tong sa eon hae）所載，朴字於北方話有三種版本的音讀：分別為포（[pʰo]）、（[pʰao]）、（[pʰiao]），其註的中世韓語音讀為「（[pʰap̚]）」。該書最初誕生於元末明初，剛成書時，其音讀應從《中原音韻》。

### 滿語
滿族姓氏有piaogiya起初音譯成飘佳或朴佳，《皇朝通志·氏族略·满洲八旗姓》記載：「飘佳氏，世居薩穆占地方。」《滿族姓氏尋根大全》記載：「朴：满族最早使用的汉字姓，鸭绿江薰春女真酋长撒哈塔、高里，以朴为姓。老姓包括：朴佳氏（飘佳氏）」 。這些關於音譯滿語的文獻首次使“朴”和piao音有了直接明確的聯繫。

## 分佈

### 中國
河北省衡水市枣强縣唐林鎮有朴莊村，沧州市東光縣秦村鎮有東朴莊和西朴莊，當地漢民有姓朴，當地冀魯官話讀音都是pao。

### 韓國

大韓民國的主要姓氏(KNSO2000年數字)
金姓
李姓
朴姓
崔姓
鄭姓
其他

朴姓共有300個本貫，較具代表性的有：
- 密陽朴氏
- 驪州朴氏
- 潘南朴氏
- 竹山朴氏
- 咸安朴氏
- 顺天朴氏
- 高灵朴氏
- 务安朴氏
- 忠州朴氏
- 尚州朴氏
- 阴城朴氏
- 宁海朴氏
- 灵岩朴氏
- 蔚山朴氏
- 固城朴氏
- 珠原朴氏
- 云峰朴氏
- 春州朴氏
- 比安朴氏
- 江隆朴氏
- 庆州朴氏
- 泰山朴氏
- 沔川朴氏
- 本溪朴氏

## 延伸阅读
[在维基数据编辑]
 《欽定古今圖書集成·明倫彙編·氏族典·朴姓部》，出自陈梦雷《古今圖書集成》

## 外部連結
- 朴姓起源-百家姓-名霸 （页面存档备份，存于）
- 百家姓：朴姓的起源、朴姓的来历 （页面存档备份，存于）
- 百家姓：“朴”字的音